# Phymaspermum argenteum
Phymaspermum argenteum es una especie de planta floral del género Phymaspermum, tribu Anthemideae, familia Asteraceae. Fue descrita científicamente por Brusse.
Se distribuye por las provincias del Norte, Sudáfrica.